# Protea mundii
Protea mundii är en tvåhjärtbladig växtart som beskrevs av Johann Friedrich Klotzsch. Protea mundii ingår i släktet Protea och familjen Proteaceae. Inga underarter finns listade i Catalogue of Life.